# Didymocarpus sulphureus
Didymocarpus sulphureus är en tvåhjärtbladig växtart som beskrevs av Ridley. Didymocarpus sulphureus ingår i släktet Didymocarpus och familjen Gesneriaceae.

## Underarter
Arten delas in i följande underarter:
- D. s. breviflorus
- D. s. grandiflorus
- D. s. sulphureus